# W. David Arnett
William David Arnett (nacido en 1940) es un astrofísico y educador estadounidense. Se desempeña como profesor Regents de Astrofísica en el Observatorio Steward de la Universidad de Arizona.Su investigación se centra en las explosiones de supernovas, la formación de estrellas de neutrones o agujeros negros por colapso gravitacional y la síntesis de elementos en estrellas; es autor de la monografía Supernovas and Nucleosyntesis que trata estos temas.

## Biografía
Recibió su licenciatura en la Universidad de Kentucky en 1961 y su maestría y doctorado en física por la Universidad Yale en 1963 y 1965, asesorado por Alastair G. W. Cameron. Después del trabajo postdoctoral con William Alfred Fowler en el Instituto de Tecnología de California y Fred Hoyle en el Instituto de Astronomía Teórica (ahora Instituto de Astronomía) de la Universidad de Cambridge, sirvió brevemente en las facultades de la Universidad Rice, Universidad de Texas y la Universidad de Illinois antes de convertirse en profesor de servicio distinguido B. y E. Sunny en la Universidad de Chicago y luego Profesor Regents en la Universidad de Arizona.
Fue pionero en la aplicación de supercomputadoras a problemas astrofísicos, incluida la hidrodinámica de la radiación de neutrinos, redes de reacción nuclear, inestabilidades y explosiones, curvas de luz de supernovas, y flujo convectivo turbulento en dos y tres dimensiones.

## Premios y honores
- Cátedra Henry Norris Russell de la Sociedad Astronómica Estadounidense, 2012.[14]
- Premio Marcel Grossmann, Centro Internacional de Astrofísica Relativista (ICRA), 2012 [15]
- Premio Hans Bethe[16] de la Sociedad Estadounidense de Física, 2009
- Miembro de la Sociedad Estadounidense de Física, 1987[17]
- Miembro de la Academia Nacional de Ciencias, 1985
- Miembro de la Academia Estadounidense de Artes y Ciencias, 1985
- Premio Alexander von Humboldt (científico senior), 1981
- Premio de Posgrado Distinguido de la Universidad Yale en Ciencias Físicas e Ingeniería (con JW Truran), 1980
- Doctorado honoris causa en Ciencias por la Universidad de Kentucky, 2016
- Miembro de la Sociedad Astronómica Estadounidense, 2020